# 福正院 (埼玉県杉戸町)
福正院（ふくしよういん）は、埼玉県北葛飾郡杉戸町にある真言宗智山派の寺院。

## 歴史
1622年（元和8年）、福正房栄叶によって開山された。その頃、当地では疫病が流行していた。福正房栄叶は疫病退散のため、現在の境内があるところで加持祈祷を行った。7日目の夜、薬師如来が現れ、「自分は今、土中にあるので掘り出して供養せよ。そうすれば願い事は必ず成就する。」というお告げを出した。早速地面を掘ったところ、土中から薬師如来像が出土、安置して供養した。その後疫病は終息に向かった。その奇跡を目の当たりにし、この薬師如来を本尊とする寺を創建することになった。
この本尊となっている薬師如来像は、現在は秘仏となっている。33年ごとに開帳することになっている。

## 交通アクセス
- 杉戸高野台駅より徒歩19分。